# Shvanidzor
Shvanidzor (in armeno Շվանիձոր?) è un comune di 306 abitanti (2010) della Provincia di Syunik in Armenia. Si trova nei pressi del confine con l'Iran.